# Virgen de Stuppach
La Virgen de Stuppach (en alemán, Stuppacher Madonna) es un cuadro del pintor alemán Matthias Grünewald. Mide 186 cm de alto, y 150 cm de ancho. Data de la segunda mitad de los años 1510. 
Es la tabla central del retablo Aschaffenburger, representando a María con el Niño. Actualmente se encuentra en la Parroquia de la Asunción de María de Stuppach, dentro del municipio de Bad Mergentheim, estado de Baden-Wurtemberg  (Alemania) y, junto al Retablo de Isemheim, es considerada obra maestra de Grünewald.
La historia de la Virgen de Stuppach puede considerarse hoy en día clarificada. El encargo, realizado por el canónigo Kaspar Schantz, data de 1514. Se desarrolló por lo tanto al mismo tiempo que el Retablo de Isemheim, de ahí su similitud con la Virgen representada en Isemheim. Grünewald dispuso en el fondo imágenes de lo que veía diariamente. Se cree que la iglesia es el frente de la nave transversal meridional de la catedral de Estrasburgo. Se trataba, desde luego, de una pintura devocional para la nueva capilla, hoy dedicada a Santa María de las Nieves, en la iglesia de Ascgaffenburg. Debía estar unido a la pared detrás del altar. La capilla fue erigida por Kaspar Schantz y su hermano Geörg. Durante su inauguración el 21 de octubre de 1516 por el arzobispo Alberto de Brandemburgo, lo más probable es que ya estuviera allí el cuadro, en el lugar que tenía destinado, puesto que ya se le identifica en ese lugar en 1517 sin duda alguna. Fue pintado sobre madera resinosa de la mejor calidad. Como aglutinador usó temple, por lo que se considera que es una obra de técnica mixta.
- Datos: Q315716
- Multimedia: Stuppacher Madonna / Q315716